# Apanteles pentagonalis
Apanteles pentagonalis är en stekelart som beskrevs av Blanchard 1963. Apanteles pentagonalis ingår i släktet Apanteles och familjen bracksteklar. Inga underarter finns listade i Catalogue of Life.